# Nightmare 2003-2005 Single Collection
Nightmare 2003-2005 Single Collection é uma coletânea da banda japonesa Nightmare, lançada em 30 de janeiro de 2008.

## Recepção
Alcançou a 25ª posição na Oricon Albums Chart, permanecendo na parada por seis semanas.

## Faixas
1. Believe
2. Akane
3. HATE
4. Over
5. Varuna
6. Tokyo Shonen
7. Cyan
8. Jibun no Hana
9. Raven Loud Speeeaker
10. livEVIL
11. 13TH
12. Muzzle, muzzle, muzzle
13. To for
14. Flora
15. Gianism Go
16. Traumerei
17. Tsuki no hikari, utsutsu no yume
18. Dasei Boogie
19. Nazuki
20. Meari